# 克德罗维 (克拉斯诺亚尔斯克边疆区)
克德罗维（羅馬化：Kedrovyy），原名克拉斯诺亚尔斯克-66（Красноярск-66），是俄罗斯克拉斯诺亚尔斯克边疆区的市级镇，属叶梅利亚诺沃区，地处克拉斯诺亚尔斯克边疆区南部，位于该区十三勇士纪念镇（Памяти 13 Борцов）以北，在边疆区首府克拉斯诺亚尔斯克西北方。
原为封闭市级镇克拉斯诺亚尔斯克-66，2007年取消封闭状态。该地2021年人口有5,169人；2010年人口4,692人；2002年人口5,223人。